# Las Rozas de Valdearroyo
Las Rozas de Valdearroyo – gmina w Hiszpanii, w prowincji Kantabria, w Kantabrii, o powierzchni 57,35 km². W 2011 roku gmina liczyła 288 mieszkańców.